# Gouvernement Mogiljov
Het gouvernement Mogiljov (Russisch: Могилёвская губерния; Mogiljovskaja goebernija) was een gouvernement van het keizerrijk Rusland.
Het gouvernement grensde aan de gouvernementen Vitebsk, Smolensk, Tsjernigov en Minsk. Het gouvernement had een oppervlakte van 48.047 km². De hoofdstad was Mogiljov.
Het gouvernement ontstond in 1772 tijdens de Eerste Poolse Deling. Van 1796 tot 1802 was het gouvernement Mogiljov onderdeel van het gouvernement Wit-Rusland. Na de Oktoberrevolutie van 1919 werd het gouvernement tot 1926 onderdeel van het gouvernement Gomel. In 1926 werd het gouvernement Gomel onderdeel van de Wit-Russische Socialistische Sovjetrepubliek.